# 王汝舟 (正德进士)
王汝舟（1468年—1531年），字濟川，別號時齋，四川成都府華陽縣人。明朝政治人物。

## 生平
治《書經》，行一，由國子生中式四川鄉試第十九名舉人，年四十一歲中式正德三年（1508年）戊辰科會試第八十名，第三甲第一百二十九名進士。授直隸句容縣知縣，八年六月徵為江西道监察御史，巡視陝西茶馬。十二年十一月遷山東按察司僉事，整饬武定州等处兵备，正德十四年（1519年）丁憂去職。
嘉靖元年（1522年）九月服阙，改陕西按察佥事、分巡关西道，二年正月改注抚民佥事，专注凤翔府整饬兵备仍管分巡。嘉靖二年（1523年），八月升任陝西右參議，分守凉州。嘉靖五年（1526年）任雲南右参政，分守金滄道，嘉靖八年（1529年）十月，任贵州左布政使。嘉靖十年（1531年）病卒，享年六十四。

## 家族
曾祖王永忠。祖父王义，贈文林郎监察御史。父王弼，按察司佥事。前母张氏，贈孺人；母李氏，封孺人；继母刘氏。慈侍下，弟汝楫、汝盐、汝梅（贡士）。